# كتيبة بانزر الثقيلة 506

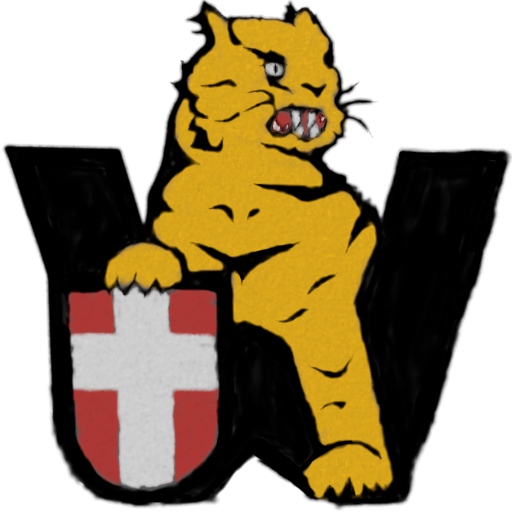
كتيبة بانزر الثقيلة 506

كتيبة الدبابات الثقيلة 506 (بالألمانية: schwere Panzerabteilung 506)؛ اختصار: "s. Pz.Abt. 506 ") أبتيلونغ بانزر ألمانية ثقيلة مجهزة بدبابات تايجر I حتى 28 يوليو 1944. خلال الفترة من 20 أغسطس إلى 12 سبتمبر 1944، أعيد تجهيزها بمجموعة كاملة من 45 دبابة تايجر أوسف ب. أولى دبابات تايجر 2 التي تسلمتها الوحدة كانت مزودة ببرج الإنتاج الأولي. شهدت الكتيبة تحركًا على الجبهتين الشرقية والغربية خلال الحرب العالمية الثانية. كما هو الحال مع كتائب الدبابات الثقيلة الألمانية الأخرى، تم إرفاقها حسب الحاجة بتشكيلات أكبر. الكتيبة 506 كانت فريدة من نوعها في كونها كتيبة دبابات تايجر الوحيدة التي تضم 4 سرايا. ( (بالألمانية: schwere Panzerkompanie Hummel)، مجهزة بدبابات تايجر 1، تم دمجها مع 506 في عام 1944. كما كانت فريدة من نوعها من حيث أنها تلقت بانتظام مركبات جديدة واستبدلت من وحدات أخرى للحفاظ على مكمل كامل. خدم حتى انهيار جيب الرور في أبريل 1945، كان أداؤه جيدًا بشكل عام، خاصة عند استخدامها في سيناريوهات حيث يمكن تعظيم المزايا التكتيكية بديابات تايجر. 

## التاريخ القتالي

### معركت ماركت جاردن ومعركة آخن
تلقت الكتيبة مجموعة كاملة من 45 دبابة من طراز تايجر 2 من 20 أغسطس إلى 12 سبتمبر 1944 ووصلت إلى هولندا للنشر في 23 و24. تم نشر المقر الرئيسي للكتيبة والسرية الأولى في آخن، في حين تم تكليف السرية الثانية والثالثة لأرنهيم.  

### نهاية الحرب
واصلت دبابات تايجر في الكتيبة 506 القتال في جيب الرور لبقية خدمتها. لم يتم تسليم دبابات تايجر الإضافية العابرة لتعزيز الكتيبة، واستسلمت الوحدة عندما انهار الجيب في أبريل 1945. في 14 أبريل، تم حل الكتيبة 506 رسميًا في Iserlohn. 

## القادة
- الرائد جيرهارد ويلينج (8 مايو 1943 - 29 أكتوبر 1943). كيا 29-10-1943
- الرائد إيبرهارد لانج (28 نوفمبر 1943 -؟) يناير 1945). استرجع يناير 1945
- هاوبتمان هيليجينشتات (؟ يناير 1945 - 9 فبراير 1945). POW 9-2-1945
- هاوبتمان جوبست كريستوف فون رومر (9 فبراير 1945 - 14 أبريل 1945). حل الوحدة

### قائمة المراجع
- Schneider, Wolfgang (2004). Tigers in Combat: Volume I (بالإنجليزية). Stackpole Books. ISBN:978-0-81173-171-3.
- Schneider, Wolfgang (2005). Tigers in Combat: Volume II (بالإنجليزية). Stackpole Books. ISBN:978-0-81173-203-1.
- Mayo, Lida (2001). The Technical Services: The Ordnance Department: On Beachhead and Battlefront (United States Army in World War II) (بالإنجليزية). Department of the Army. ISBN:978-0-16001-887-9.
- MacDonald, Charles B. (1993). The Siegfried Line Campaign (بالإنجليزية). Center of Military History, United States Army.